# 三氟甲磺酸亚硝酰
三氟甲磺酸亚硝酰是一种无机化合物，化学式为NOCF3SO3，它可由三氟甲磺酸硝酰和四氧化二氮反应得到。它和NSAsF6在二氧化硫中反应，可以得到NSCF3SO3。它和二乙基二硒或二乙基二碲在乙腈中反应，可以得到[EtE]4(CF3SO3)2（E=Se, Te）。